# Wasserverbund Region Bern
Der Wasserverbund Region Bern (WVRB) ist ein Gemeindeverband und für die Wasserversorgung in der Region Bern zuständig.

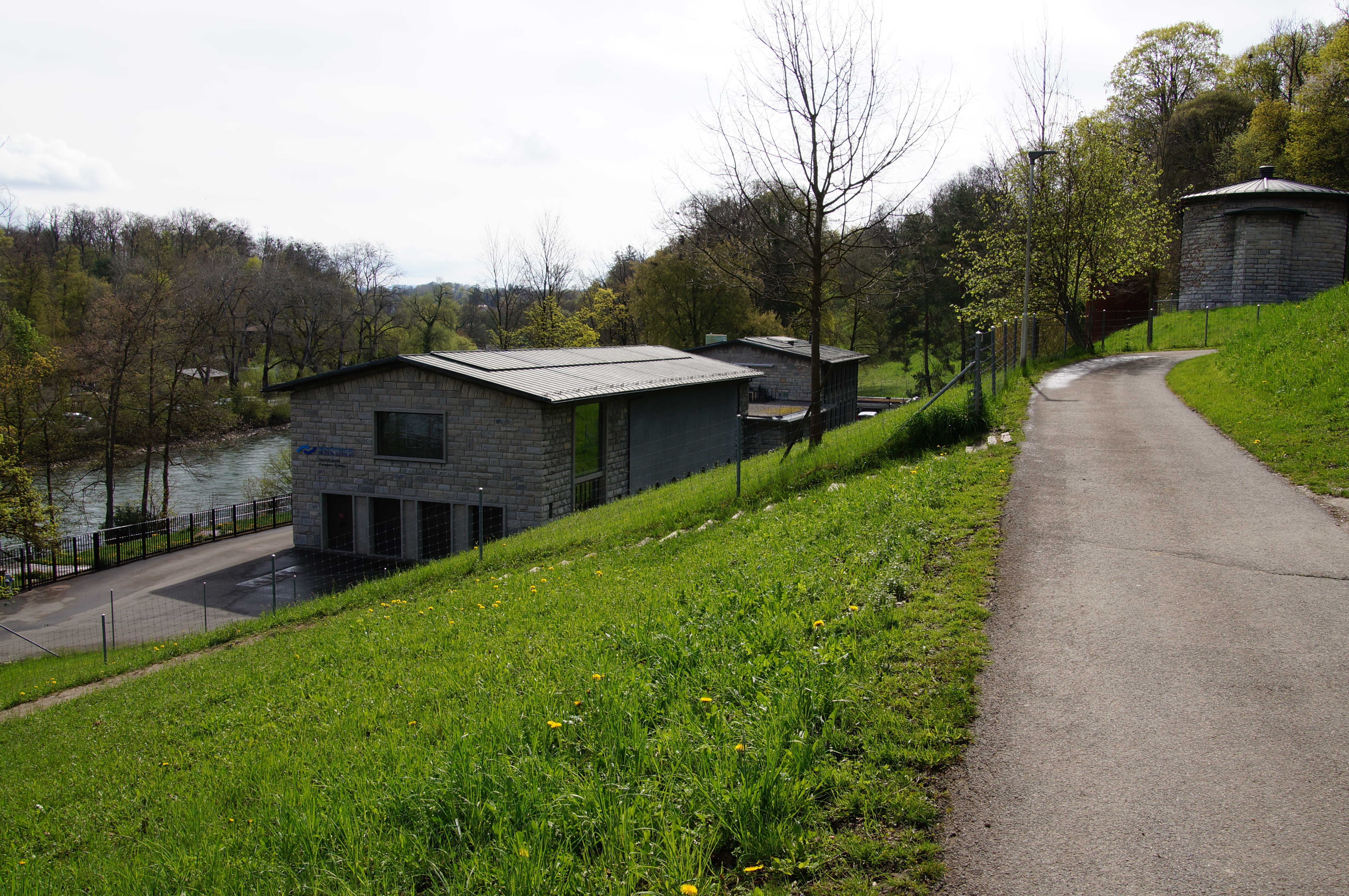
Neben dem Pumpwerk Schönau, vis-à-vis vom Tierpark Dählhölzli, befindet sich die Geschäftsstelle des Wasserverbundes Region Bern

## Geschichte
Die Gründungsversammlung fand am 17. April 1974 im Kursaal Bern statt. Per 1. Januar 2007 wurde die Gesellschaft einer Umstrukturierung unterzogen, die Aktionäre verkauften ihre Primäranlagen dem WVRB. Dabei sind die Aktionäre Belp und die Wasserverbund Grauholz AG ausgestiegen und wurden zu Vertragspartnern des WVRB. 2008 wurde die Geschäftsstelle in die Betriebszentrale Schönau verlegt. 2012 bis 2014 wurde dort das Pumpwerk Schönau einer Gesamterneuerung unterzogen.

## Reservoirs
Der WVRB betreibt mehrere Wasserreservoirs. Neben den drei grössten, welche nachfolgenden aufgeführt sind, gibt es zahlreiche kleinere.

### Könizberg
Das 1869/1870 erbaute Reservoir Könizberg hat ein Fassungsvermögen von 12’400 Kubikmeter. 2009/2010 wurden zwei Wasserleitungen aus Jahren 1926 und 1960 ersetzt. Seit die Quellwasserfassungen zwischen Bern und Schwarzenburg 2014 wegen zu hohen Nitratbelastungen ausser Betrieb genommen wurden, wird das Reservoir mit Wasser aus dem Aaretal über das Pumpwerk Schönau und/oder das Pumpwerk Belpau befüllt.

### Mannenberg

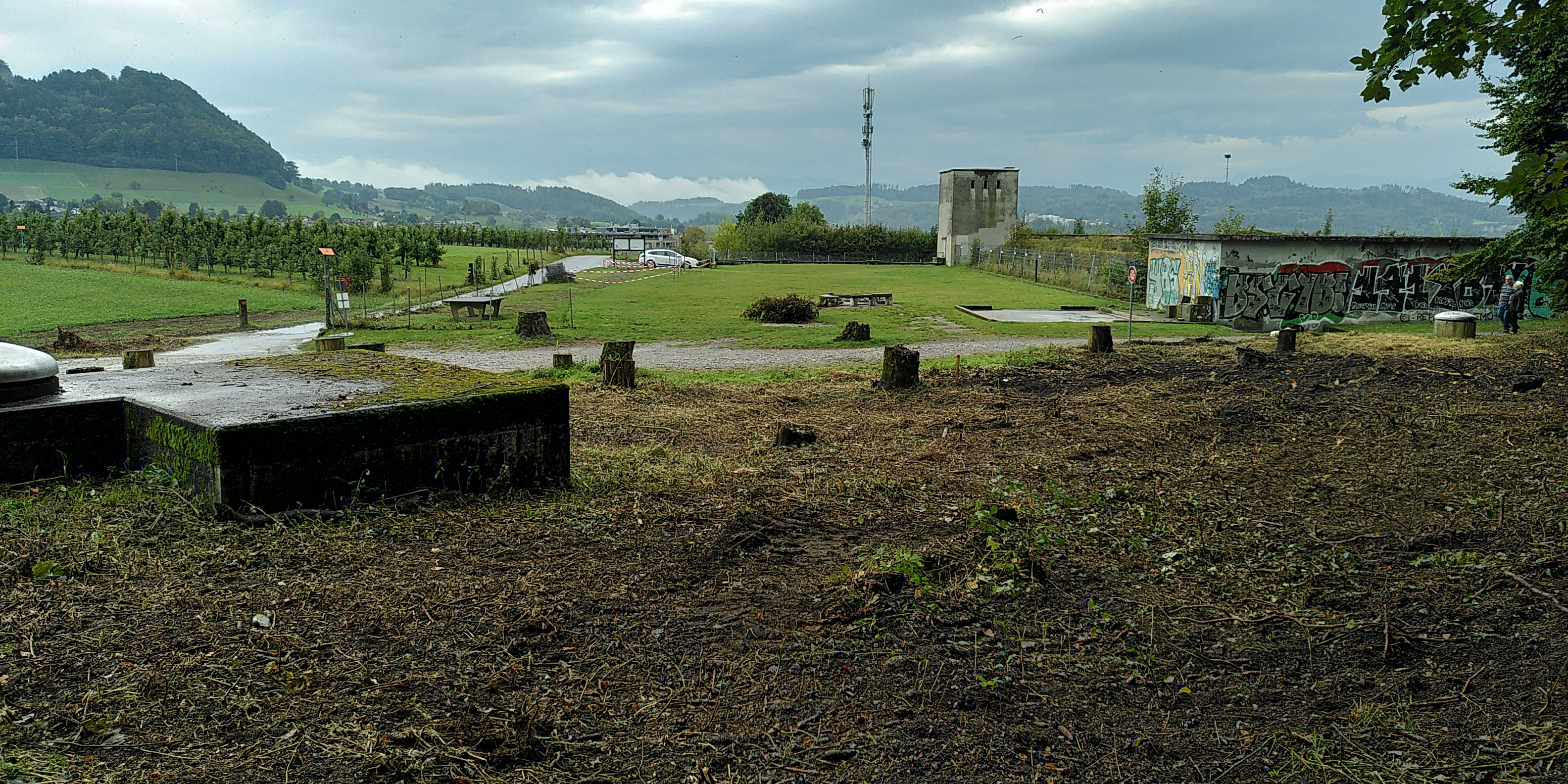
Wasserreservoir Mannenberg (2021, vor Neubau)

Das 1906 in Betrieb genommene und mehrfach erweiterte Wasserreservoir Mannenberg  (Wsp. 620 m ü. M.) ist mit einem Fassungsvermögen von 26’400 Kubikmeter das grösste Reservoir der WVRB. Das Wasser wird hauptsächlich in der rund 30 Kilometer entfernten Grundwasserfassung Aeschau im Emmental gewonnen und fliesst durch das natürliche Gefälle einer Freispiegelleitung bis ins Reservoir. Am 11. Oktober 2021 begannen unmittelbar neben dem bestehenden Reservoir die rund vier Jahre dauernden Bauarbeiten für einen Ersatzneubau (624 m ü. M.). Anschliessend wird das alte Reservoir ausser Betrieb genommen und zurückgebaut. Das Fassungsvermögen des neuen Reservoirs wird 30’000 Kubikmeter betragen. Es wird über eine neue Leitung mit dem im Bau befindlichen neuen Reservoir Stockeren (Wsp. 707,9 m ü. M.) in Bolligen verbunden, welches wiederum mit dem Reservoir Aebnit (Wsp. 822,05 m ü. M.) verbunden wird.

### Gurten
Das  Anfang der 1970er fertiggestellte Reservoir Gurten hat ein Fassungsvermögen von 18’500 Kubikmeter. Die Befüllung läuft über das Pumpwerk Schönau und/oder jenes in Belp.

## Grundwasserfassungen
Falls erforderlich wird das gewonnene Grundwasser mit Natriumhypochlorit (Javel) oder Chlordioxid versetzt oder mittels UV desinfiziert. Aufgrund erhöhter Pestizidrückstände wurden in den letzten Jahren verschiedene Quellen und Fassungen stillgelegt, welche über ungenügend grosse Wasserschutzgebiete verfügten oder anderen Gefährdungen ausgesetzt waren. Gleichzeitig wurde im Einzugsgebiet der verbleibenden Fassungen in Aeschau, Kiesen und in der Belpau die landwirtschaftliche Nutzung stark eingeschränkt oder ganz verboten. Das beste Wasser bezüglich Wasserqualität liefert die Fassung Aeschau.

### Emmental

#### Eggiwil
1906 wurde zwischen Eggiwil und Signau die Quellwasserfassung Aeschau in Betrieb genommen, welche 1927/1928 durch eine Grundwasserfassung mit acht Schachtbrunnen ersetzt wurde. Die aktuelle Konzession für die Grundwasserfassung Aeschau räumt dem Betreiber das Nutzungsrecht für die Wasserentnahme bis 2047 ein und weisst eine konzedierte Menge von 26’000 l/min auf. Der erschlossene Grundwasserstrom besteht zu rund 70 Prozent vom Wasser der Emme. Die Folgen der globalen Erwärmung in der Schweiz führen vermehrt dazu, dass die Emme stellenweise austrocknet. Infolge musste die Wasserentnahme bereits mehrmals vorübergehend eingeschränkt werden, wie etwa in den heissen und trockenen Sommern 2018 und 2022. In jenen Jahren wurde durch Einleitung von Grundwasser aus einem der Schachtbrunnen versucht, die Situation etwas zu entschärfen.

### Aaretal

#### Kiesen (Aaretalwerk 1)
1947 bis 1950 wurden in Kiesen in einer europaweiten Premiere fünf Horizontalfilterbrunnen gebaut, mit denen dem Grundwasserstrom der Aare Wasser entnommen wird. Die Grundwasserfassung Kiesen ist die grösste Grundwasserfassung des WVRB und die grösste im Kanton Bern. Das gewonnene Wasser wird anschliessend mit einem Hebewerk in Kiesen über eine Freispiegelleitung bis zum Pumpwerk in der Belpau geleitet, von wo aus die weitere Verteilung erfolgt. Die aktuelle Konzession für die Grundwasserfassung läuft bis 2030 und weisst eine konzedierte Menge von 55’000 l/min aus. Mit der sogenannten Aaretalleitung 3 soll bis voraussichtlich September 2026 eine zweite Wassertransportleitung vom Hebewerk in Kiesen zum Pumpwerk in der Belpau gebaut werden.

#### Muri
1980 wurden in Muri bei Bern die Grundwasserfassung Wehrliau in Betrieb genommen, bestehend aus zwei Brunnen an der Aare. Die Konzession, zuletzt 2012 verlängert, läuft bis 2052 und weisst eine konzedierte Menge von 18’600 l/min aus. Mit dem Beitritt von Muri zum WVRB im Jahr 2020 wurde die Grundwasserfassung Wehrliau vom WVRB erworben und 2022/2023 einer Totalsanierung unterzogen. Die Anlage wurde 2023 mit zwei neuen Leitungen an die zwei bestehenden Transportleitungen Aaretal 1 und Aaretal 2 angeschlossen.

#### Belp (Aaretalwerk 2)
Im Januar 1997 wurden im Naturschutzgebiet Belpau in der Gemeinde Belp die Grundwasserfassung Belpau in Betrieb genommen, bestehend aus zwei an der Aare gelegenen Brunnen. Im Oktober 1997 wurde bekannt, dass wegen Köcherfliegenlarven in den Fassungsträgern ein Filter eingebaut werden muss. Die aktuelle Konzession läuft bis 2037 und weisst eine konzedierte Menge von 11’500 l/min aus.
2021/2022 wurden Pumpversuche gestartet, um in der oberen Belpau eine neue Wasserfassung zu bauen. Jedoch war die Ausbeute zu gering, die Pläne wurden verworfen.

#### Uetendorf
2014 wurde im früheren Mündungsgebiet der Kander in Uetendorf das Grundwasserpumpwerk Amerikaegge in Betrieb genommen welches von der Wasserversorgung Region Thun AG (WARET) mit Beteiligung der WVRB gebaut wurde. 2016 wurde eine 4,66 Kilometer lange Verbindungsleitung von der Grundwasserfassung Amerikaegge bis zum Anschlussbauwerk in Kiesen in Betrieb genommen.

#### Uttigen
2023 wurde im Gebiet der Aarelandschaft zwischen Thun und Bern zusätzlich die Grundwasserfassung Oberi Au in Uttigen in Betrieb genommen, mit einem an der Aare gelegenen Horizontalfilterbrunnen.

## Verbandsgemeinden
Die inzwischen 23 Verbandsgemeinden sind die Aktionäre der Wasserverbund Region Bern AG.
- Allmendingen, seit 2019[5][24]
- Bäriswil, seit 2025
- Bolligen
- Bremgarten
- Frauenkappelen
- Ittigen
- Kehrsatz, seit 2014[5][25]
- Kirchlindach
- Mattstetten, seit 2025
- Münchenbuchsee, seit 2025
- Gemeindebetriebe Muri b. Bern (gbm), seit 2020[5][26]
- Ostermundigen
- Rubigen, seit 2019[5][24]
- Stettlen, seit 2015[5][27][28]
- Urtenen-Schönbühl, seit 2025
- Vechigen, seit 2015[5][27][28]
- Wichtrach, seit 2025[29]
- Wohlen
- Worb, seit 2019[5][24][30][31][32][33][34]
- Zollikofen
- Energie Wasser Bern (ewb)
- Gemeindeverband Wasserversorgung Saurenhorn (WVS), bestehend u. a. aus den Gemeinden Grossaffoltern, Moosseedorf und Rapperswil, seit 2025[35][36]
- Wasserversorgungsgenossenschaft Meikirch-Uettligen und Umgebung (WVGM), seit 2013[3][5][37]

## Vertragspartner
Wasserlieferverträge bestehen mit folgenden Vertragspartnern: 
- Energie Belp AG
- Köniz
- Mühleberg
- InfraWerkeMünsingen
- Tierpark Dählhölzli
- Wasserverbund Grauholz AG (WAGRA; bestehend aus den Gemeinden Münchenbuchsee, Bäriswil, Mattstetten und Urtenen-Schönbühl)[35]